# Rivière Péribonka Est
Rivière Péribonka Est är ett vattendrag i Kanada.   Det ligger i provinsen Québec, i den östra delen av landet, 800 km norr om huvudstaden Ottawa.
Omgivningarna runt Rivière Péribonka Est är i huvudsak ett öppet busklandskap. Trakten runt Rivière Péribonka Est är nära nog obefolkad, med mindre än två invånare per kvadratkilometer.